# Omalós
L'altiplà d'Omalós (grec Οροπέδιο Ομαλού) és un altiplà amb una alçada mitjana
de 1.250 m a l'illa de Creta, al peu de les Lefka Ori (Muntanyes Blanques), a la Prefectura de Khanià. Al sud d'aquest altiplà comença la famosa Gorja de Samarià, que acaba a la costa sud, a Hàgia Rumeli.